# Detlef Uhlemann
Detlef Uhlemann (Detlef Hugo Otto Uhlemann; * 24. September 1949 in Essen) ist ein ehemaliger deutscher Langstreckenläufer.
Er stammt aus der Jugend des CSV 1910 Krefeld. Von 1973 bis 1975 wurde er dreimal in Folge Deutscher Meister im 10.000-Meter-Lauf. Bei den Olympischen Spielen 1976 in Montreal wurde er Zehnter über 5000 Meter, während er über 10.000 Meter im Vorlauf ausschied.
Seine erfolgreichste Saison hatte er ein Jahr später. Zunächst gewann er, nach zwei fünften Plätzen 1974 und 1976, Bronze bei den Crosslauf-Weltmeisterschaften, dann errang er seinen vierten nationalen Titel über 10.000 Meter und schließlich stellte er über dieselbe Distanz mit 27:42,09 min einen gesamtdeutschen Rekord auf. 1974 gewann er den Crosslauf auf der kürzeren Strecke bei den Militärweltmeisterschaften des Conseil International du Sport Militaire. Er wurde von Werner Niersmann trainiert, der auf der Grundlage von langem Ausdauertraining vor allem mit Tempoläufen in Renntempo operierte.
Detlef Uhlemann startete für die LG Bonn/Troisdorf. Seit Januar 2005 ist er Disziplintrainer des Deutschen Leichtathletik-Verbandes (DLV) für den Bereich Langstrecke.

## Persönlichen Bestzeiten
- 1500 m: 3:42,4 min, 8. Juni 1976, Düsseldorf
- 3000 m: 7:45,6 min, 22. Juni 1977, Köln (Platz 11 in der Ewigen Deutschen Bestenliste, Stand 2009)
- 5000 m: 13:21,07 min, 28. Juli 1976, Montreal (Platz 14 in der Ewigen Deutschen Bestenliste, Stand 2009)
- 10.000 m: 27:42,09 min, 4. Juli 1977, Stockholm (Platz 6 in der Ewigen Deutschen Bestenliste, Stand 2009)